# Króliczka Honey
Uzasadnienie: To jest ta sama postać, hasło jest zintegrowane na większości innych interwiki, w tym en
Króliczka Honey, Honey Bunny – postać fikcyjna, antropomorficzna króliczka, stworzona przez rysownika, reżysera i animatora Roberta McKimsona. Pojawiała się w komiksach oraz na produktach kolekcjonerskich począwszy od roku 1966.

## Wystąpienia

### Komiksy i produkty kolekcjonerskie
Prototypowa wersja Honey Bunny pojawiła się po raz pierwszy w zeszycie Bugs Bunny's Album z 1953 roku. W tej wersji Honey Bunny to mała biała króliczka, która jest kuzynką Królika Bugsa i znaną podróżniczką po Afryce.
Bardziej znana wersja Króliczki Honey pojawiła się w czasopiśmie Bugs Bunny nr 108 z listopada 1966 i od tego momentu gościła mniej lub bardziej regularnie w czasopismach wydawanych przez wydawnictwa Gold Key, Whitman i Dell Comics na przestrzeni lat 60., 70. i 80. Zwykle w historyjkach Króliczka Honey pojawiała się w towarzystwie Królika Bugsa. Jej relacje z Bugsem wyglądały różnie. Przeważnie byli przedstawiani jako para kochanków, zdarzało się jednak, że powiało między nimi chłodem a czasami wręcz rywalizowali ze sobą jak wrogowie, o ile wymagała tego konkretna historyjka.
Wygląd fizyczny Honey również ulegał zmianom. W komiksach prawie zawsze miała żółte lub kremowe futro oraz włosy koloru blond. Jej ogonek był zbliżony wyglądem do "miotełki" Bugsa. Posiadała luźno zwisające uszy.
Modele promocyjne (których było co najmniej trzy) wyglądały jednak zgoła odmiennie:
- stojące uszy, szary kolor futra, większy ogonek, zielona spódniczka typu mini, obcisły sweter
- stojące uszy, zielony kolor futra, większy ogonek, zielona spódniczka typu mini, obcisły sweter
- trzeci model, który pojawiał się najrzadziej, nawiązywał do modelu komiksowego, z tą różnicą, że futro było szare, a włosy koloru blond zastąpiono kokardką
W latach osiemdziesiątych pojawił się nowy model promocyjny, według którego Króliczka Honey zbliżona była wyglądem do Królika Bugsa, pomijając typowo damskie elementy wyglądu, jak rzęsy czy kokardka na głowie. Później jednak ponownie zmodyfikowano jej wygląd - teraz, wciąż nawiązując do Bugsa, Honey otrzymała jednak bardziej kobiecą sylwetkę. Jej twarz i ogonek zostały znacznie zmniejszone, aby nadać im delikatniejszy wygląd, oczy zaś nieco powiększono i ozdobiono bardziej wyróżniającymi się rzęsami, uwydatniono również typowo kobiece kształty. W tej wersji Honey Bunny pojawiła się na początku lat dziewięćdziesiątych, sporadycznie pojawia się także i dziś.

### Animacja i inne media
Choć oficjalnie uznawana jest za członka rodziny Looney Tunes, Króliczka Honey nigdy nie pojawiła się w żadnym z odcinków Zwariowanych melodii - postać została stworzona w momencie, gdy jednostka Warner Bros zajmująca się filmami animowanymi była już od kilku lat zamknięta. Jej pojawienia się były ograniczone do historyjek komiksowych i przedmiotów kolekcjonerskich spod znaku Looney Tunes. Co prawda w filmie telewizyjnym Bugs Bunny's Thanksgiving Diet (Dziękczynna dieta Królika Bugsa) z 1978 roku pojawia się postać przypominająca nieco Honey Bunny, jest to jednak przemieniona w króliczkę Wiedźma Hazel, poza tym jej wygląd w dużym stopniu różni się od używanego wówczas komiksowego modelu Honey Bunny.
Króliczka Honey pojawiła się również w dwóch wydaniach gry The Bugs Bunny Crazy Castle w 1989 i 1991 roku oraz w grze pinball Bugs Bunny's Birthday Ball w 1990 roku.
Najnowszą oficjalna wzmianka o Króliczce Honey znajdujemy w książce "Looney Tunes: The Ultimate Visual Guide", gdzie Honey opisana jest jako dawna towarzyszka Bugsa w podróżach po świecie.

### Kosmiczny Mecz
W połowie lat dziewięćdziesiątych artyści pracujący dla Warner Bros. rozpoczęli prace nad filmem pełnometrażowym z postaciami z Looney Tunes. Chodzi o Kosmiczny Mecz. W filmie tym planowano umieścić Króliczkę Honey w charakterze kobiecej towarzyszki Królika Bugsa. Na wczesnych szkicach widzimy atletyczną króliczkę z kokardką na głowie, ubraną w strój nawiązujący do flagi Stanów Zjednoczonych. Niektórzy z rysowników stwierdzili jednak, że postać za bardzo przypomina wyglądem Królika Bugsa, zdecydowano więc zmodyfikować jej wygląd. Najprawdopodobniej artyści wzięli wcześniejszą, żółtą komiksową wersję Króliczki Honey i zaktualizowali ją.
Przypuszczalnie już od początku planowano również zmienić postaci imię. Wśród propozycji pojawiały się między innymi Bunni Bunny, Lola Buni (to nie błąd!), Lola Rabbit, czy nawet Daisy Lou. Ostatecznie postać otrzymała imię Lola Bunny.
Technicznie rzecz ujmując, Króliczka Honey i Króliczka Lola to ta sama postać, która została jedynie przeprojektowana i przemianowana. To samo przydarzyło się innej postaci z Looney Tunes, Kaczce Melissie (Melissa Duck), która w emitowanym obecnie animowanym sitcomie The Looney Tunes Show otrzymała imię Tina Russo.
Z czasem Króliczka Lola prawie całkowicie zastąpiła Króliczkę Honey. Ponieważ jednak wydawano produkty kolekcjonerskie z obiema postaciami, przez pewien czas, można powiedzieć, współistniały one na półkach sieci sklepów Warner Bros. Studio Store, do czasu zamknięcia wszystkich sklepów w 2001 roku (powodem zamknięcia był fakt, że opracowany dla nich model biznesowy całkowicie upadł). Mimo to, produkty z podobizną Honey wciąż można kupić za pośrednictwem sklepów internetowych, sporadycznie również wydawane są nowe gadżety - przykładowo grafiki niektórych artystów współpracujących z Warner Bros., którzy umieszczają Honey Bunny w swoich pracach.

## Porównanie z innymi dziewczynami Królika Bugsa
W krótkometrażowym filmie animowanym Hold the Lion, Please (Proszę uważać na lwa) z 1942 roku pojawia się żona Królika Bugsa, Mrs Bugs Bunny (w polskim tłumaczeniu Pani Bugsowa). Wygląda ona identycznie jak Bugs, poza tym że nosi żółto-zieloną sukienkę. Nakazuje ona Bugsowi schować się do nory, po czym mówi widowni, że to ona nosi portki w tej rodzinie (i to dosłownie - spodnie są ukryte pod sukienką). Ta postać pojawiła się tylko jeden raz.
Przez lata również i inne króliczki wykazywały zainteresowanie Królikiem Bugsem. Przykładowo, w kreskówce Bugs Bunny Nips the Nips z 1944 roku (jedna z dwunastu kreskówek ocenzurowanych ze względu na rasistowski wydźwięk) pojawia się króliczka wyglądem przypominająca Królika Bugsa, ubrana w hawajską spódniczkę.
W Hair-Raising Hare z 1946 roku Królik Bugs zakochuje się w króliczce-robocie.
W kreskówce Hare Splitter (w polskiej wersji Królicze Amory) z 1948 roku Królik Bugs rywalizuje z innym królikiem o względy Daisy Lou (w wersji polskiej Stokrotka). Daisy Lou wyglądem przypomina późniejszą promocyjną Króliczkę Honey, pojawiła się również kilka razy na produktach kolekcjonerskich. Mimo iż Daisy Lou pojawiła się tylko parę razy, pod koniec lat dziewięćdziesiątych zmodyfikowano jej wygląd, dodając długie włosy. Zabieg ten miał na celu uczynić ją łatwo odróżnialną od Króliczki Honey.
W filmie Bewitched Bunny z 1954 roku Bugsa oczarowuje swym urokiem przemieniona w króliczkę Wiedźma Hazel. W Rabbit Romeo z 1957 roku Królik Bugs zostaje zeswatany przez Elmera Fudda z grubą pochodzącą z Rosji króliczką Millicent (w wersji polskiej Lasencja), którą ostatecznie wyrzuca przez okno. Millicent pojawia się także jako pacjentka Bugsa w Bugs Bunny's Thanksgiving Diet.
W niektórych filmach zainteresowanie Bugsem wykazywały również inne kobiety, jak Mama Miś w filmie Bugs Bunny and the Three Bears (Królik Bugs i trzy niedźwiadki) czy Kotka Penelopa w Carrotblanca. Względami Bugsa oczarowany był również nieświadomy niczego Elmer Fudd w kreskówce Rabbit of Seville (Królik sewilski).
Od roku 1947 do 1955 w czasopismach Looney Tunes & Merrie Melodies Comics oraz Bugs Bunny Comics sporadycznie pojawiała się Lula Belle Bunny. Jej rola wyglądała podobnie do Króliczki Honey czy współczesnej Króliczki Loli - miała jedynie dopełniać fabułę komiksowych historyjek. Prawdopodobnie była ona jedynie wynalazkiem rysowników pracujących nad komiksami z Looney Tunes (wytwórnia Warner Bros. nie miała żadnej kontroli nad tym, co dzieje się z ich postaciami w komiksach) i nie była uznawana za oficjalnego członka rodziny Looney Tunes, stąd nie wydano żadnych produktów kolekcjonerskich z jej wizerunkiem. Przeważnie w komiksach Lula Belle przedstawiana była jako króliczka, zdarzył się jednak jeden przypadek, gdy sportretowano ją z ludzką twarzą.
W numerze 139 czasopisma Bugs Bunny Comics pojawiła się inna dziewczyna, która przyciągnęła uwagę Królika Bugsa. Bertha Bunny, poza włosami koloru blond i kobiecym strojem, wyglądem była bardzo zbliżona do Bugsa. Miała wadę wymowy, co powodowało, że "parrot farm" wymawiała jako "carrot farm", przez co Bugs błędnie sądził, że Bertha posiada pole marchewkowe.